# Битва при Кабесоне
Битва при Кабесоне была столкновением в начале Пиренейской войны (части Наполеоновских войн), произошедшим 12 июня 1808 года между небольшими силами испанского ополчения (величественно именуемого «Армия Кастилии»), базирующимися в Вальядолиде, и отрядом корпуса французской армии маршала Бессьера под командованием генерала Лассаля.
Битва произошла, когда небольшая армия генерала Куэсты, собравшаяся почти с нуля для защиты Кастилья-ла-Вьеха, развернулась у моста через Писуэргу в Кабесоне, всего в 13 км от Вальядолида, чтобы преградить французским дивизиям дорогу из Бургоса. Вместо того, чтобы окопаться на противоположном берегу реки, Куэста, поддавшись энтузиазму своих людей, бросился в атаку через мост против почти вдвое больших сил противника, с предсказуемым результатом: опытная кавалерия Лассаля легко смела необученных новобранцев Куэсты и прошла на Вальядолид.